# Târgu Secuiesc
Târgu Secuiesc (până în anul 1920 în română Chezdi-Oșorheiu; în maghiară Kézdivásárhely, în germană Szekler Neumarkt) este un municipiu în județul Covasna, Transilvania, România, format din localitatea componentă Târgu Secuiesc (reședința), și din satul Lunga. Cu o populație de 18.082 de locuitori (2011), este al doilea cel mai mare centru urban al județului, după reședința Sfântu Gheorghe.

## Geografie
Orașul este situat în Depresiunea Brașovului (mai exact în Depresiunea Râului Negru) , în partea de sud-est a Transilvaniei, la o altitudine de 560 m. Este traversat de DN11 Brașov - Bacău. Din centru se ramnifică DN11B, care leagă orașul Târgu Secuiesc de Miercurea Ciuc. Clima este temperat-continentală, cu veri calde și ierni geroase. Temperaturile în timpul verii rar depășesc 30°, în timp ce în timpul iernii temperaturile ating frecvent valori sub -15°C, frigul fiind amplificat de curenții de aer (Nemirul) care bat dinspre Carpații Orientali , străbătând întreaga Depresiune a Brașovului. Orașul este traversat de râul Turia, care se varsă în râul Negru, în apropierea localității.

## Demografie
Componența etnică a municipiului Târgu Secuiesc
     Maghiari (84,78%)
     Români (6,02%)
     Alte etnii (0,86%)
     Necunoscută (8,34%)
Componența confesională a municipiului Târgu Secuiesc
     Romano-catolici (66,06%)
     Reformați (18,34%)
     Ortodocși (4,09%)
     Alte religii (2,39%)
     Necunoscută (9,12%)
Conform recensământului efectuat în 2021, populația municipiului Târgu Secuiesc se ridică la 16.243 de locuitori, în scădere față de recensământul anterior din 2011, când fuseseră înregistrați 18.491 de locuitori. Majoritatea locuitorilor sunt maghiari (84,78%), cu o minoritate de români (6,02%), iar pentru 8,34% nu se cunoaște apartenența etnică. Din punct de vedere confesional, majoritatea locuitorilor sunt romano-catolici (66,06%), cu minorități de reformați (18,34%) și ortodocși (4,09%), iar pentru 9,12% nu se cunoaște apartenența confesională.
0500010.00015.00020.00025.00019121948196619922011populațiePopulația istorică din Târgu Secuiesc
Date: Recensăminte sau birourile de statistică - grafică realizată de Wikipedia

## Politică și administrație
Municipiul Târgu Secuiesc este administrat de un primar și un consiliu local compus din 17 consilieri. Primarul, Tiberiu Bokor[*], de la Uniunea Democrată Maghiară din România, este în funcție din 2012. Începând cu alegerile locale din 2024, consiliul local are următoarea componență pe partide politice:
|  | Partid                                 | Consilieri | Componența Consiliului | Componența Consiliului | Componența Consiliului | Componența Consiliului | Componența Consiliului | Componența Consiliului | Componența Consiliului | Componența Consiliului | Componența Consiliului | Componența Consiliului | Componența Consiliului | Componența Consiliului | Componența Consiliului | Componența Consiliului |
|  | -------------------------------------- | ---------- | ---------------------- | ---------------------- | ---------------------- | ---------------------- | ---------------------- | ---------------------- | ---------------------- | ---------------------- | ---------------------- | ---------------------- | ---------------------- | ---------------------- | ---------------------- | ---------------------- |
|  | Uniunea Democrată Maghiară din România | 14         |                        |                        |                        |                        |                        |                        |                        |                        |                        |                        |                        |                        |                        |                        |
|  | Alianța Maghiară din Transilvania      | 3          |                        |                        |                        |                        |                        |                        |                        |                        |                        |                        |                        |                        |                        |                        |

## Istoric
Târgu Secuiesc a fost sediul garnizoanei celui de-al Doilea Regiment Secuiesc de Infanterie, în cadrul Graniței Militare Transilvănene.
Veche așezare, cu o istorie milenară, aceasta este locuită încă din timpul romanilor, așa cum atestă descoperirile arheologilor de acum mai bine de un veac și jumătate. Este vorba de un adevărat tezaur ce cuprinde pocale de aur, arme și urne funerare.
Distrusă de valurile de populații migratoare, pe ruinele vechilor construcții romane, ia naștere o nouă așezare. În epoca medievală, localitatea era cunoscută sub numele de Asseculi Oppidum (orașul de lemn), nume care provenea de la materia primă folosită la construcția locuințelor. Mai târziu, era denumit Torjavasara (Târgul Turia), întărind astfel rolul important al târgului care se ține în localitate. Încă din anul 1472, regele maghiar Sigismund ridică localitatea la statutul de oraș regal, sub numele Thoryawasara și îi acordă dreptul de a ține târguri săptămânale. Orașul s-a format în apropiere de drumul ce leagă Brașovul de Moldova, prin Pasul Oituz. Între veacurile al XVI-lea - al XIX-lea, Târgu Secuiesc reprezintă unul dintre cele mai importante centre meșteșugărești și comerciale din Ținutul Secuiesc.
Denumirea Kézdivásárhely era folosită la mijlocul veacului al XVI-lea (Kyzdy Wasahel), așa cum reiese din documentele vremii și devine în scurt unul dintre cele mai importante centre urbane din Ardeal. Orașul s-a dezvoltat constant până în anul 1834, când este mistuit de un incendiu, în urma căruia au mai supraviețuit doar câteva edificii. Flăcările care au cuprins partea de est a Pieței s-au întins la toate casele din centrul orașului. Localitatea este reclădită și la finele veacului al XIX-lea deja funcționau aici mai multe fabrici și ateliere meșteșugărești.
În 16 iulie 1849, trupele rusești pornite împotriva maghiarilor și secuilor conduși de generalul Bem au distrus fabrica de pulbere și toate celelalte aparate de tunuri și muniție.

## Primari
- 2004-2008: Sándor Török (UDMR)
- 2008-2012: Károly Rácz (PCM)
- 2012-20..: Bokor Tibor (UDMR)

## Obiective turistice

### Centrul istoric
Curțile orașului

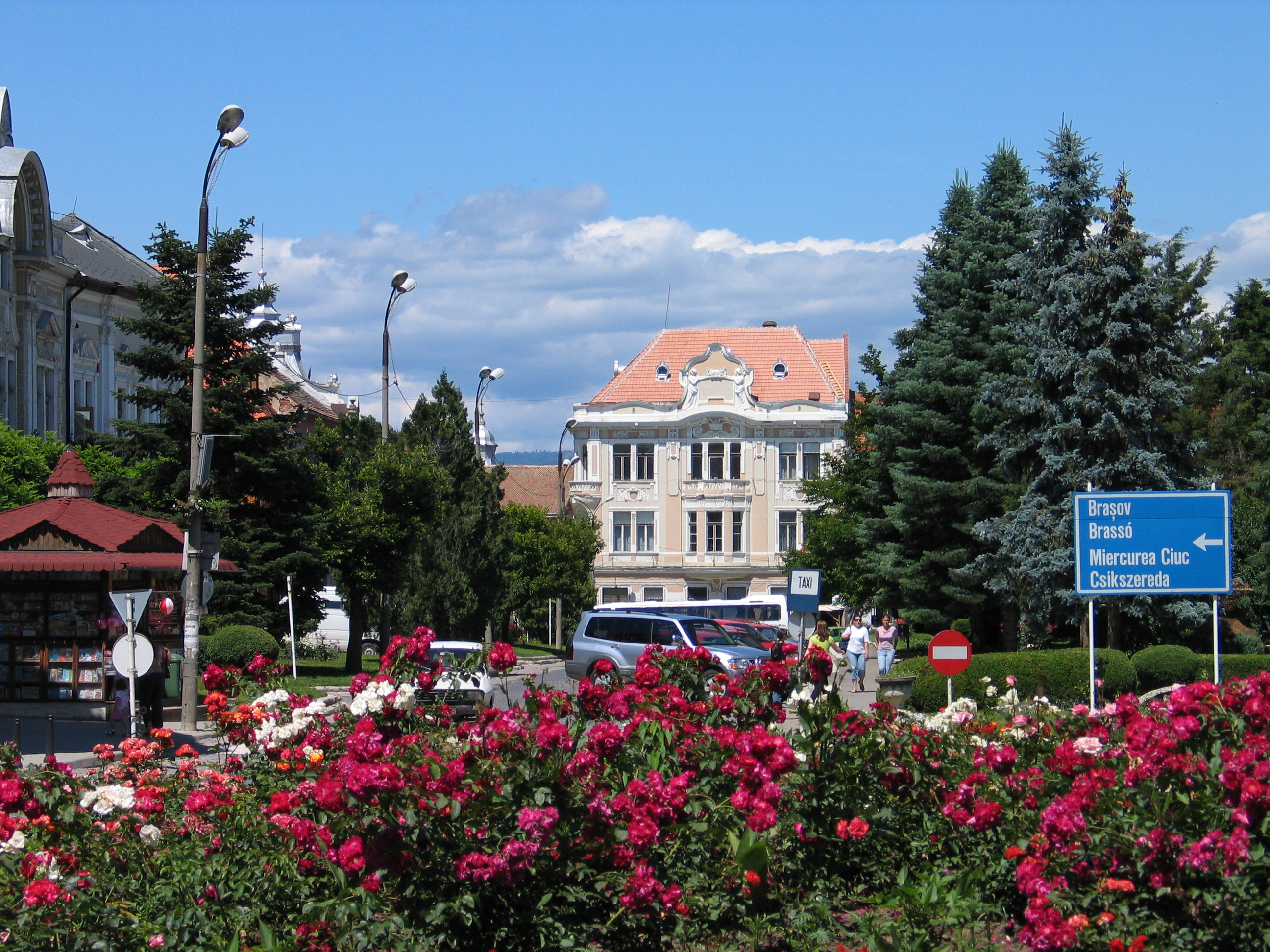
Vedere din centrul istoric

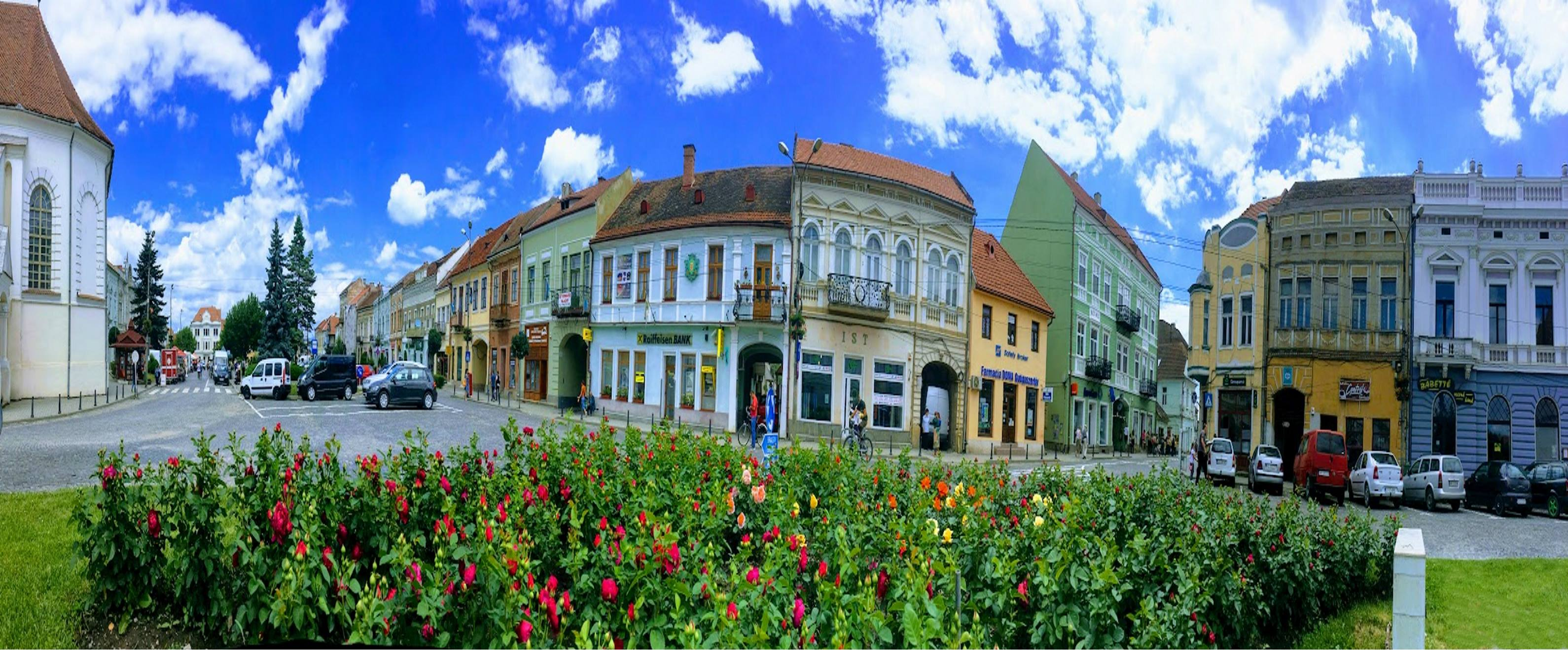
Centrul istoric din Târgu Secuiesc

Centrul de formă ovală, care a fost și piața orașului, are un stil unic în Europa: din el ies în forma razelor soarelui așa-numitele "udvarterek" (în traducere aproximativă "curți"), niște străduțe înfundate (în oraș există 72 asemenea "străduțe"). Acestea au luat ființă odată cu dezvoltarea orașului, când familiile de meșteșugari au început să construiască în grădinile din spatele clădirilor principale (care dădeau spre centru) alte case, cu acces ușor în piață. Pe ultimul teren construibil au fost ridicate case în așa fel încât să blocheze accesul din afara pieței. Accesul în centru se face prin patru străzi de la "colțul" pieței. Începând cu deceniul al optulea al secolului al XIX-lea, casele mici, de lemn, ale meșteșugarilor au fost înlocuite treptat de casele din piatră, etajate, ale negustorilor. Imaginea panoramică a orașului reflectă centrul mic, îngust, datorat aglomerării caselor.
Balcoanele din fier forjat au fost realizate la sfârșitul secolului al XIX-lea, au ornat casele negustorilor, respectând stilul epocii.

### Biserica reformată-calvină
Aspectul centrului istoric al orașului este definit de masiva Biserică Reformată-Calvină, una din cele mai mari biserici din Ardeal (cu o capacitate de 1.000 de locuri). A fost ridicată în stil baroc și neoclasic între 1770-1782, pe fundamentul unei bisericuțe de lemn de la începutul secolului al XVII-lea. A fost o biserică fortificată. În timpul marelui incendiu din 1834 s-au distrus turlele și structura acoperișului, fiind reconstruite în patru ani, iar turla de la intrarea vestică a fost ridicată în 1846. Prima orgă a bisericii a fost realizată în 1757 de un meșter necunoscut. Orga din imagine, cea de azi, datează din 1861, fiind opera vestitului constructor de orgi, Kolonics Istvân, stabilit în orașul Târgu Secuiesc.

### Primăria orașului
În colțul nord-vestic al centrului este așezată clădirea cu două etaje a Primăriei. A fost ridicată în 1907 pentru Casa de economii și ajutor. Destinația clădirii s-a schimbat de-a lungul timpului. În 1945 a devenit sediul Partidului Comunist. Până în decembrie 1989 în clădire se afla și Consiliul Popular. Astăzi este sediul administrației locale.

### MuzeulBreslelorși Muzeul farmaceutic
Muzeul orașului Târgu Secuiesc a fost inaugurat în primăvara anului 1972 în clădirea fostei primării. În sălile destinate meșteșugarilor tradiționali (olari, cizmari, pantofari, tăbăcari, cojocari, fierari, lăcătuși, turtari, pălărieri, croitori și tâmplari) pot fi văzute unelte, produse și instalații ale atelierelor acestor meșteșugari.
Pe lângă exponatele realizate din truda meșteșugarilor, se păstrează în fiecare sală documente scrise, steaguri, lăzi, table ale diferitelor bresle și asociații meșteșugărești.
Expoziția cu caracter istoric ilustrează dezvoltarea economico-socială a orașului. Documentele revoluției de la 1848-1849 au fost așezate într-o sală separată.
În sălile destinate artei plastice se organizează expoziții periodice din lucrările artiștilor invitați.
O notă distinctă a colecțiilor muzeale o constituie cele aproape două sute de păpuși, majoritatea îmbrăcate în port popular unguresc. Din punctul de vedere al răspândirii teritoriale sunt reprezentate aproape toate ținuturile din Ardeal, iar temporal acoperă aproximativ un secol, constituind o valoare etnografică inestimabilă.
Muzeul Breslelor funcționează ca unitate externă a Muzeului Național Secuiesc din Sfântu Gheorghe 
Muzeul farmaceutic din Târgu Secuiesc 
Se află la etajul așa-numitei case Finta. (curtea 12 nr.1) Predecesorul acestui imobil, casa cu pridvor rotund a fost construit în anul 1835. Materialul expus aici a fost salvat pentru posteritate de către medicul primar dr. Boga Olivér. 
Obiectele și aparatura prezentate în acest muzeu au fost expuse pentru prima dată în 2008, într-o clădire a Centrului de Gerontologie și de Reabilitare din Lemnia de Jos. De acolo au fost mutate în clădirea menționată mai sus.
Baza materialului colecționat o constituie aparatura farmaciilor 24 și 52 de după 1949 din Târgu Secuiesc, acesta fiind completată cu colecția domnului dr. Boga Olivér. Toate acestea au supraviețuit și au scăpat de confiscările din perioada comunismului. După schimbarea regimului, dr. Boga Olivér a solicitat mobilierul și aparatura de la personalul Farmaciei Șarpele de Aur, care funcționa deja ca farmacie privată și a completat-o cu colecția sa privată. Ulterior s-a îmbogățit și cu alte donații.
Amenajarea actuală a muzeului este meritul muncii asociației „Să acționăm pentru Scaunul Kézdi”.

### Fosta școală militară
Târgu Secuiesc a fost și un oraș de soldați. Una dintre monumentele importante al orașului este fosta Școală Militară Secuiască, situată pe colțul cu vechea stradă a Gării. Clădirea, construită în stil neoclasic, este impozantă și totodată modernă pentru epoca respectivă. Cele două laturi identice care încadrează fațada au devenit caracteristica școlii militare. Fațada privește spre strada Independenței, iar spațiul din fața clădirii este locul de desfășurare a numeroaselor comemorări istorice. Cel care a înființat Școala militară din Târgu Secuiesc, a fost baronul János Purczell, locotenent în al II-lea regiment de infanterie; la îndemnul lui s-a început construcția în anul 1811. Clădirea a fost inaugurată cu o sărbătoare mare în 1823. Școala a fost amenajată pentru 115 de cadeți având în dotare spațiu pentru educație fizică și chiar o piscină. În prezent clădirea are nevoie de o reabilitare.
Casa de Cultură Vigadó
Pe latura nord-vestică a centrului istoric se află Casa de Cultură “Vigadó”, construită în anii 1902-1904. Din planul central al fațadei clădirii impozante se evidențiează un rizalit, cu închidere de timpan, al cărui axă principală este împodobită cu stema orașului din anul 1902. Are o sală de teatru cu 400 de locuri și o sală de conferințe de 150 de locuri.
Biblioteca Weselényi Miklós
Prima bibliotecă a orașului Târgu Secuiesc, Biblioteca Kaszinó, a fost înființată pe 25 decembrie 1842. Cele două personalități fondatoare ale Bibliotecii Kaszinó au fost Széchenyi István și Miklós Wesselényi. Astfel, în anul 1998 biblioteca și-a luat numele de Biblioteca Orășenească Wesselényi Miklós.
Casa din lemn „Hahn Jakab”, construită într-un stil specific arhitecturii din Târgu Secuiesc, astăzi fiind monument istoric a fost ridicată în anul 1817. Proprietarul de odinioară, de etnie șvabă, originar din Timișoara, de meserie cofetar a depus bazele produsului specific tradițional orășenesc, respectiv a renumitei turte dulci. În prezent casa funcționează ca pensiune turistică. Dintre casele de lemn numeroase au dispărut sau au fost transformate radical.

### Spre Kanta
Părăsind centrul istoric al orașului spre nord, prin strada Toamnei, ajungem în cartierul Kanta. În imobilul din capul străzii, în clădirea cu două etaje, ornată cu stema familiei Jancsó din Lunga, se aflau în secolul trecut poșta orașului și sediul Cercului civic de lectură. La parter a funcționat mult timp un restaurant, astăzi servește scopurilor comerciale.
Clădirea Liceului Teoretic Nagy Mózes
Liceul Teoretic din Kanta, ce poartă numele preotului Nagy Mózes și care este cea mai veche instituție de învățământ din județul Covasna, a fost fondată de către Nagy Mózes în anul 1680. Oficial, în anul 1990, a fost inscripționat numele fondatorului pe fațada școlii. Liceul teoretic este frecventat de circa 900 de elevi și profesori.

### Biserica romano-catolică
Construcția barocă a bisericii catolice a fost începută în 1701 pe locul bisericii de lemn mutată din Estelnic. Piatra de temelie a fost depusă în 1722, construcția ei a durat peste șapte decenii. A fost sfințită în 1796 în onoarea Sfintei Treimi. De atunci a fost de mai multe ori deteriorată de cutremure, distrusă de incendii. A fost renovată integral în 1996. În cripta de sub sacristie se odihnesc rămășițele pământești ale dreptcredinciosului și fondatorului de școală Nagy Mózes.
Mănăstirea minoriților
Mănăstirea minoriților din Târgu Secuiesc a fost construită între ani 1740-1828 în stil baroc. Edificiul se află într-o stare degradată lângă Biserica romano-catolică „Sfânta Treime”. Partea din spate și cele două laturi ale mănăstirii a fost construite în anul 1740, iar în anul 1828 latura clădirii dinspre stradă (claustrul). Astfel a rezultat curtea interioară cu patru laturi a mănăstirii. În anii următori toată clădirea a fost renovată.
În prezent clădirea poate fi vizitată din exterior.
Parcul Molnár Józsiás
Molnár Józsiás și soția lui, Gaál Emilia, prin testamentul lor, au donat orașului toate imobilele aflate în proprietatea lor, în scopul construirii unei alee și parc. În parcul Molnár Józsias se află și cripta familiei. De asemenea, în acest parc, se organizează anual Expoziția și târgul internațional de plante ornamentale și Ziua copiilor.
Parcul W. Wegener
New Fashion RT a conceput acest parc pentru comunitatea locală. Iar donația a venit în totalitate din partea domnului cu acelaș nume Wilhelm Wegener.

## Personalități
- János Balogh (1892 - 1980), șahist;
- Árpád Antal (1925–2010), scriitor;
- Andrei Cadar (n. 1937), sportiv la călărie;
- Iosif Csapó (n. 1938), deputat, senator;
- Iuliu Fejeș (n. 1940), demnitar comunist, membru al CC al PCR;
- Ioan Robu (n. 1944), arhiepiscop mitropolit emerit romano-catolic de București;
- Béla Markó (n. 1951), scriitor și om politic;
- László-Ödön Fejér (n. 1961), inginer, deputat, senator;
- László Kerekes (n. 1968), episcop romano-catolic auxiliar de Alba Iulia;
- Gergely Kovács (n. 1968), arhiepiscop romano-catolic de Alba Iulia;

## Imagini

Târgu Secuiesc în Harta Iosefină a Transilvaniei, 1769-1773
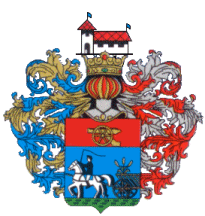
Târgu Secuiesc (vechea stemă)
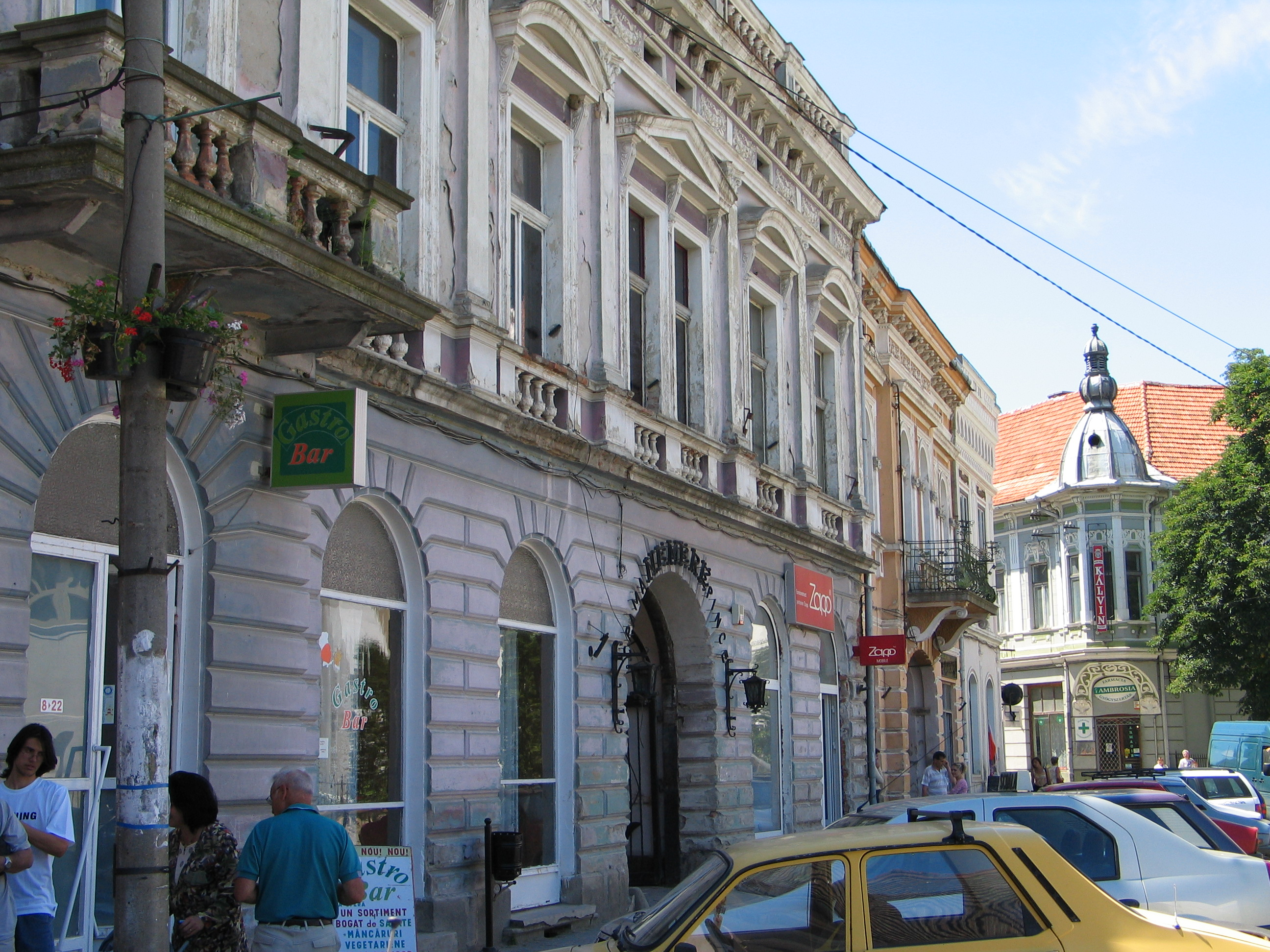
Târgu Secuiesc
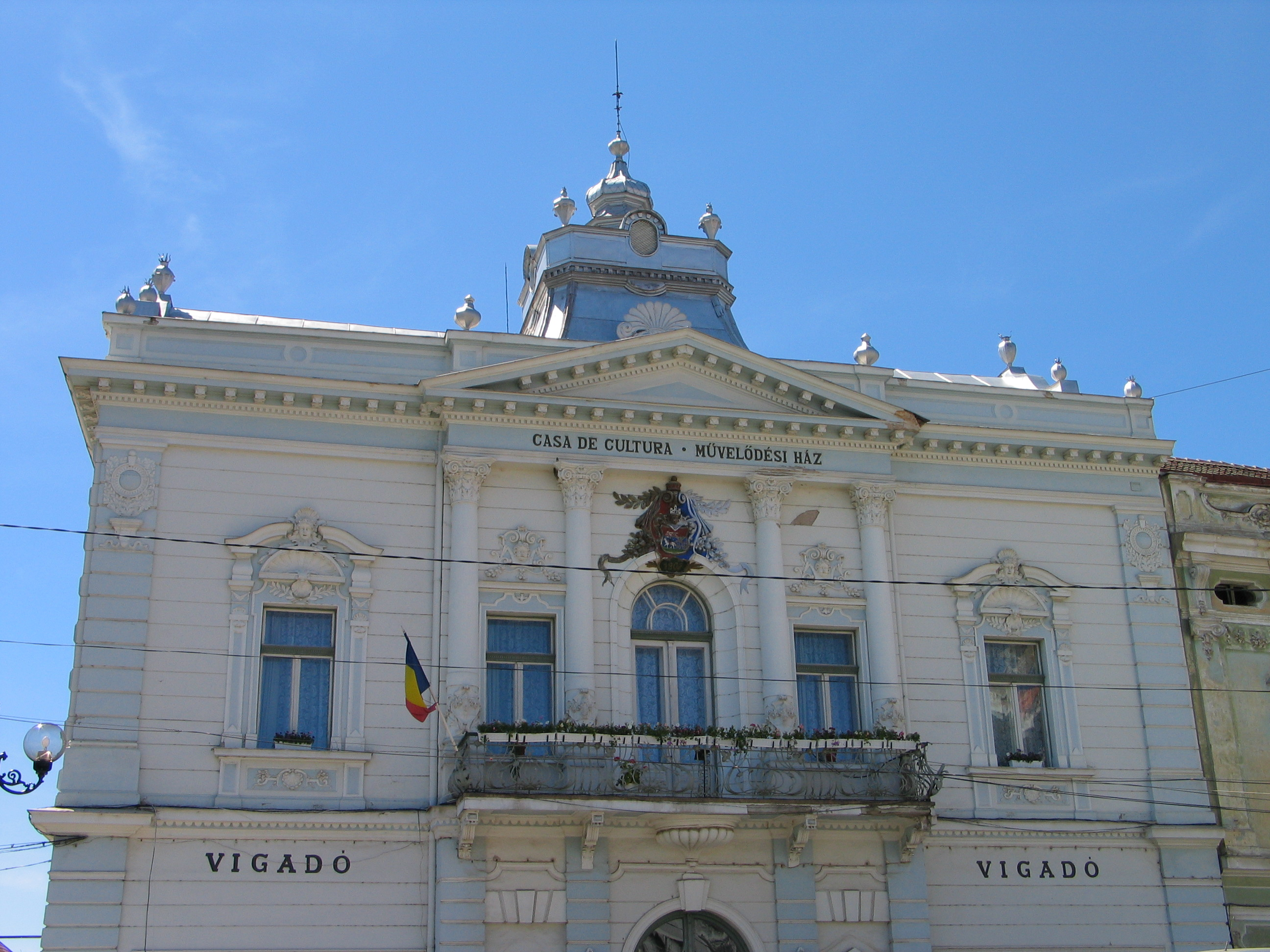
Târgu Secuiesc
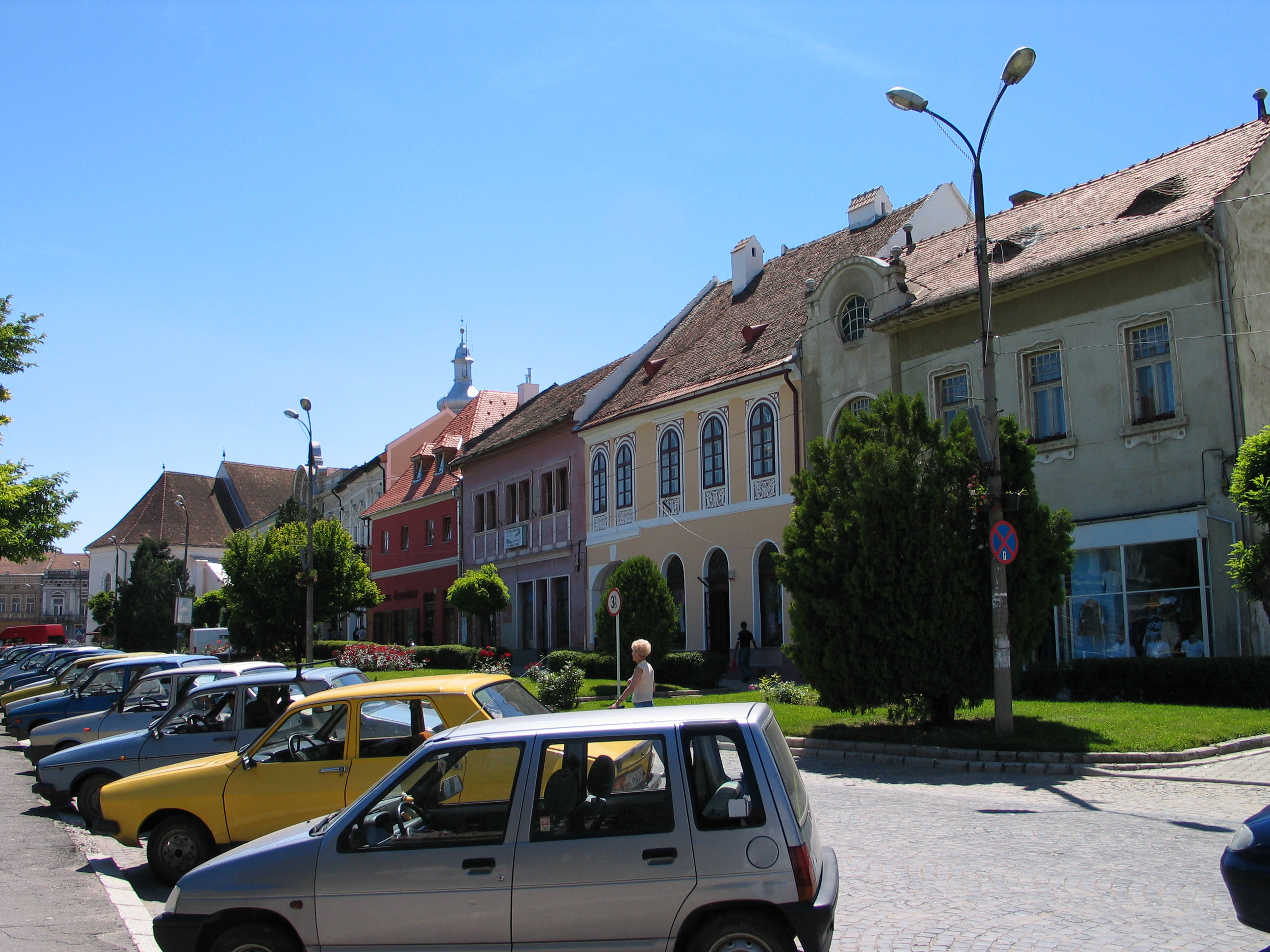
Târgu Secuiesc
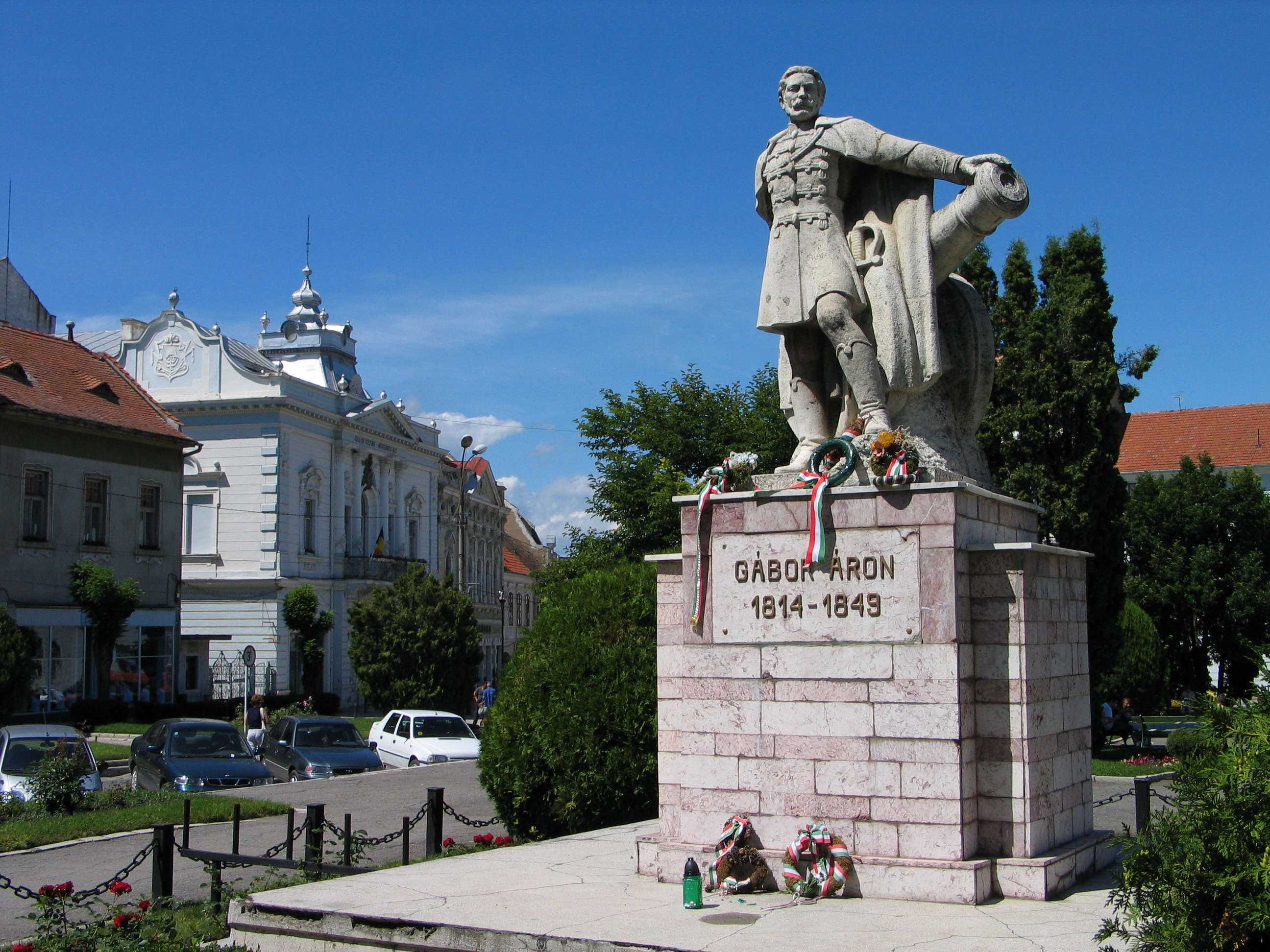
Târgu Secuiesc
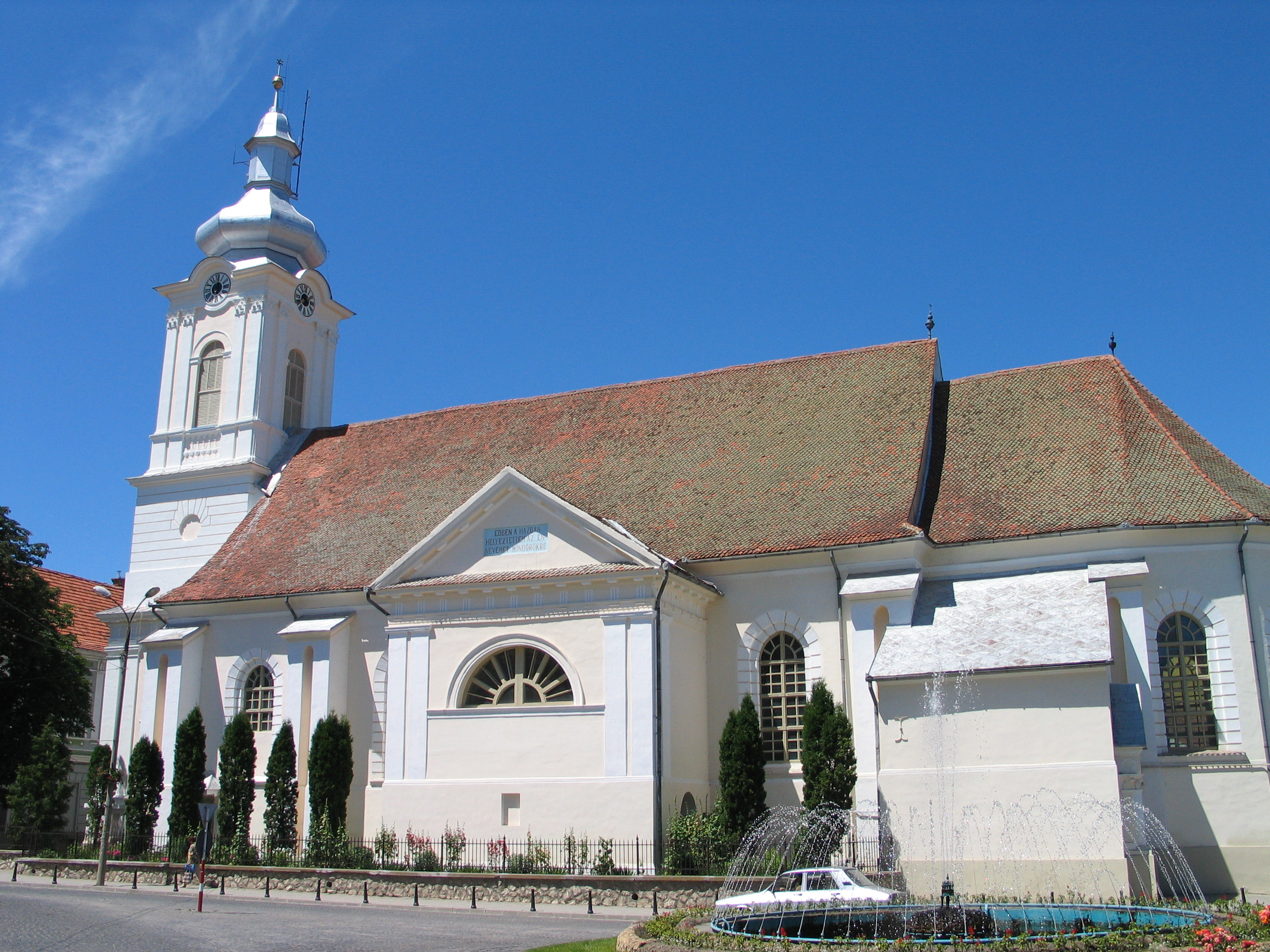
Târgu Secuiesc (Biserica Reformată-Calvină)